# Rezerwat przyrody Buczyna Piotrowicka
Rezerwat przyrody „Buczyna Piotrowicka” – leśny rezerwat przyrody znajduje się na terenie powiatu bolesławieckiego, w gminie Gromadka, w północnej części Borów Dolnośląskich.
Obszar chroniony został utworzony Rozporządzeniem Wojewody Dolnośląskiego z dnia 21 lutego 2002 r. w celu zachowania ze względów przyrodniczych, naukowych, dydaktycznych i krajobrazowych lasów grądowych, łęgowych i olsów z bogatą i unikalną florą.
Teren rezerwatu obejmuje drzewostan budowany przez dwa siedliska przyrodnicze: kwaśną buczynę niżową i żyzną buczynę sudecką. Stwierdzono tu 213 gatunków roślin naczyniowych, w tym część stanowią taksony chronione i rzadkie, m.in. wawrzynek wilczełyko, jęczmieniec zwyczajny, żywiec dziewięciolistny, żywiec cebulkowy i kostrzewa leśna.
Teren rezerwatu ze względu na wiek drzewostanu i duże nagromadzenie martwego drewna jest ostoją mykoflory i chrząszczy saproksylicznych. Z rzadkich grzybów odnaleziono tu owocniki monetki, soplówki i smoluchy bukowej. Wśród występujących tu owadów stwierdzono dwa gatunki bardzo rzadkie, reliktowe i wskaźnikowe lasów pierwotnych: bogatka Dicerca berolinensis i sprężka Stenagostus rhombeus. Występuje tu też pachnica dębowa, jelonek rogacz i zacnik kropkowany. Bogata fauna bezkręgowa rezerwatu obejmuje dodatkowo 19 gatunków ślimaków.
Obecność rozległych starych drzewostanów sprawia, że teren rezerwatu jest lęgowiskiem rzadkich dziuplaków: sóweczki, muchołówki białoszyjej, muchołówki małej, dzięcioła średniego i  czarnego oraz siniaka, gatunków szczególnie chronionych (wymienianych w Załączniku I Dyrektywy Ptasiej). Dziuple drzew zamieszkuje też mały, chroniony ssak – popielica.
Rezerwat „Buczyna Piotrowicka” graniczy od zachodu z bliźniaczym rezerwatem „Buczyny Szprotawskie” znajdującym się  w województwie lubuskim.
Rezerwat położony jest poza szlakami turystycznymi i nie jest udostępniony do zwiedzania.